# КАМАЗ-43255
КАМАЗ-43255 — двухосный самосвал, выпускаемый с 2007 года Камским автомобильным заводом (КАМАЗ) на базе бортового КАМАЗ-43253.

## Технические характеристики
- Колёсная формула — 4х2
- Весовые параметры и нагрузки, а/м
  - Снаряжённая масса а/м, кг — 7150
  - Грузоподъёмность а/м, кг — 7000
  - Полная масса, кг — 14300
- Двигатель
  - Модель — Cummins B5.9 180 CIV-0 (Евро-2)
  - Тип — дизельный с турбонаддувом, с промежуточным охлаждением наддувочного воздуха
  - Мощность кВт(л. с.) — 131(178)
  - Расположение и число цилиндров — рядное, 6
  - Рабочий объём, л — 5,9
- Коробка передач
  - Тип — механическая, пятиступенчатая
- Кабина
  - Тип — расположенная над двигателем, с высокой крышей
  - Исполнение — без спального места
- Колёса и шины
  - Тип колёс — дисковые
  - Тип шин — пневматические, камерные
  - Размер шин — 10.00 R20 (280 R508)
- Самосвальная платформа
  - Объём платформы, м³ — 6,0
  - Угол подъёма платформы, град — 55
  - Направление разгрузки — назад
- Общие характеристики
  - Максимальная скорость, км/ч — 95
  - Угол преодол. подъёма, не менее, % — 25
  - Внешний габаритный радиус поворота, м — нет данных

## Изображения

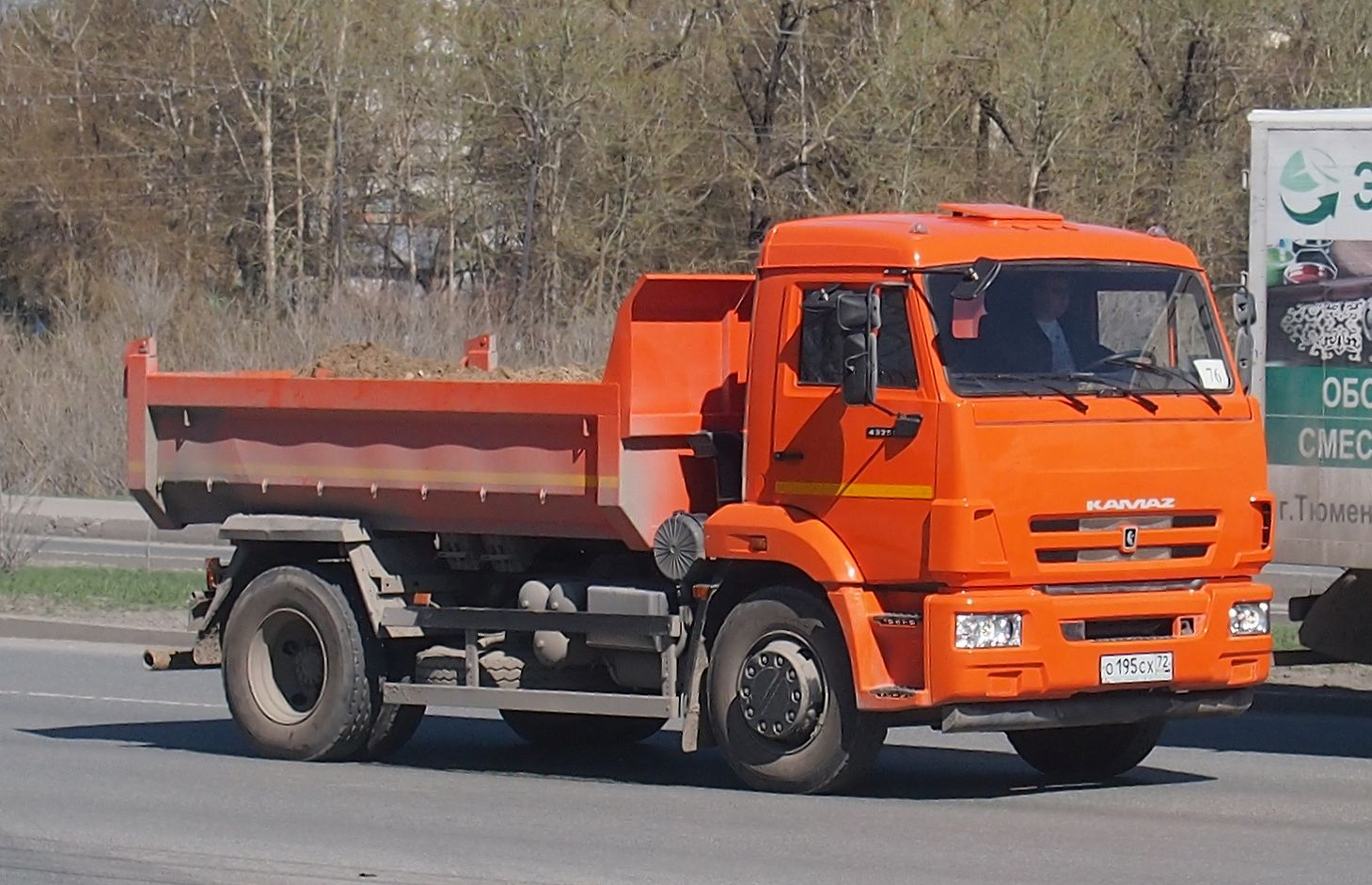
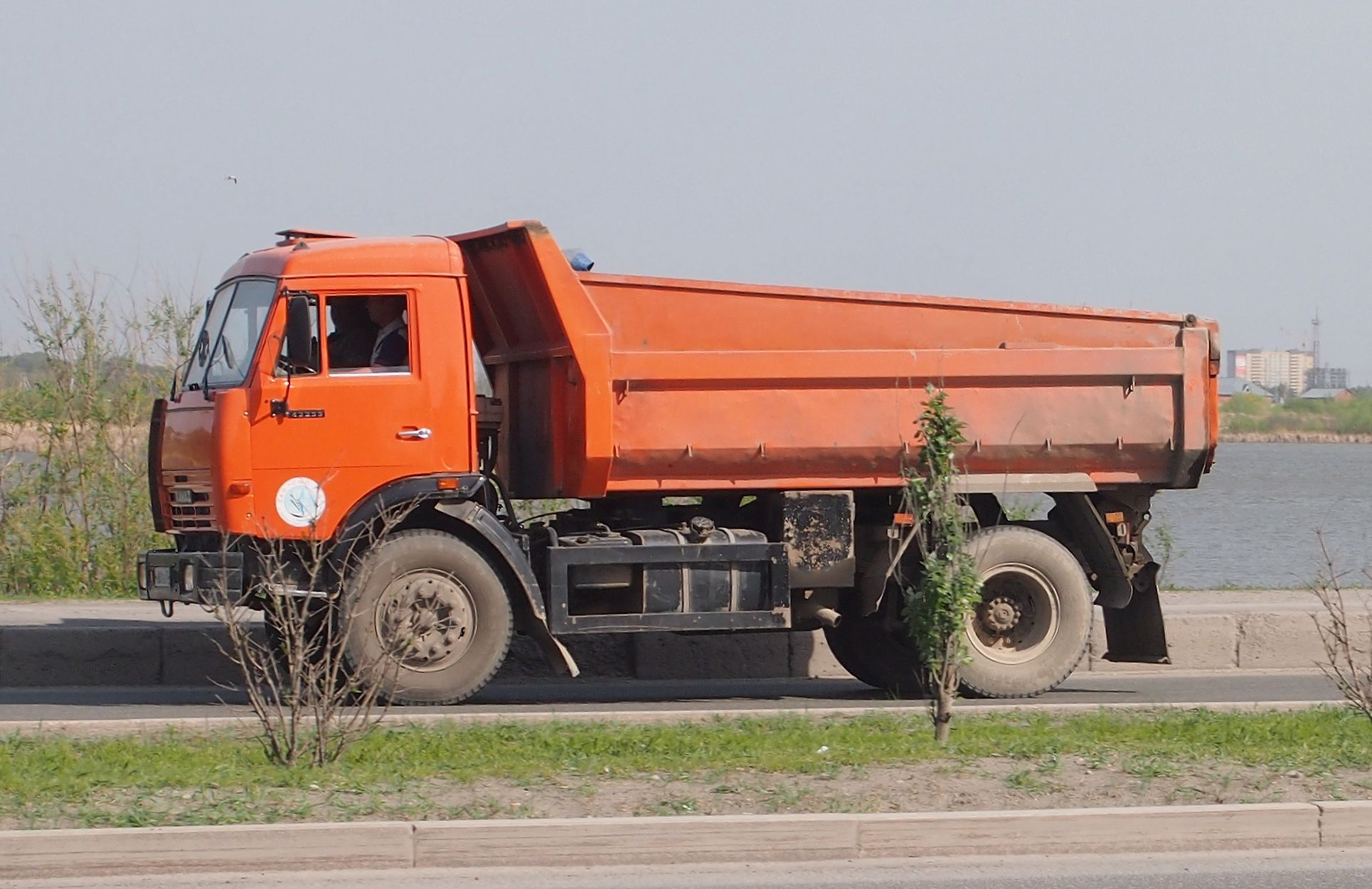